# Кльонувка (Поморське воєводство)
Кльонувка (пол. Klonówka, нім. Klonowken, 1942-45: Treugenhof) — село в Польщі, у гміні Староґард-Гданський Староґардського повіту Поморського воєводства.
Населення — 431 особа (2011).
У 1975-1998 роках село належало до Гданського воєводства.

## Демографія
Демографічна структура станом на 31 березня 2011 року:
|          | Загалом | Допрацездатний вік | Працездатний вік | Постпрацездатний вік |
| -------- | ------- | ------------------ | ---------------- | -------------------- |
| Чоловіки | 226     | 57                 | 152              | 17                   |
| Жінки    | 205     | 49                 | 127              | 29                   |
| Разом    | 431     | 106                | 279              | 46                   |